# Dividendo obrigatório
O Dividendo Obrigatório é um conceito presente na Lei das Sociedades por Ações (Lei nº 6.404/76) que garante aos sócios o recebimento de parte dos lucros da empresa. É entendido como um mecanismo de proteção ao acionista minoritário frente ao acionista controlador.
De acordo com o Artigo 202 é obrigatório a distribuição de dividendo correspondente a 50% do lucro líquido do exercício. 
Contudo o estatuto social das empresas que se enquadram no regime de sociedades anônimas (S.A.) pode prever a base de cálculo para o pagamento do dividendo obrigatório de cada exercício.  O estatuto social pode, contudo, estabelecer um percentual superior ao mínimo legal ou definir critérios diferenciados para a distribuição de dividendos levando em consideração as necessidades de reinvestimento ou a situação financeira da companhia. Esse contudo deve prever o pagamento de, no mínimo, 25% do lucro líquido da empresa.
O  dividendo obrigatório deve ser pago de acordo com a decisão da Assembleia Geral que deve deliberar sobre a data de distribuição dos lucros na forma de dividendos obrigatórios. Caso a empresa não tenha lucro ou lucros suficientes, não há obrigação de pagar dividendos.